# 里斯本夜車
《里斯本夜車》（德語：Nachtzug nach Lissabon）是瑞士作家帕斯卡·梅西耶的一部哲學小說。故事記載了瑞士老師賴蒙德‧戈列格里斯（Raimund Gregorius）的旅程，他在探索了葡萄牙醫生阿曼度‧德‧普拉多（Amadeu de Prado）新國家時期的生活。 這本書最初於2004年以德文在德國出版，2008年首次以英文出版，成為了國際暢銷書。2013年，丹麥電影導演比利·奧古斯特將這本書改編成同名電影。

## 劇情
年屆57的戈列格里斯是一名教師，精通古代語言（古希臘語、拉丁語和希伯來語），身邊的人都稱他「無所不知」。他的日常生活千篇一律，一天早上七點四十五分，他如常到學校上班授課，在經過一座大橋時遇見了一名正欲自殺的神秘葡萄牙女人。女子的葡萄牙口音激起了他心中的漣漪，這是一種他不會的語言。那天晚些時候，戈列格里斯在書店閒逛時發現了葡萄牙作家普拉多的一本隨筆《文字煉金師》，隨即被此書所吸引——「如果我們只能依賴內心的一小部分生活，剩餘的該如何處置？」第二天，他放棄了從事了幾十年的教職，搭上前往里斯本的火車。在那裡，他開始查訪普拉多這位抵抗葡萄牙獨裁政權的醫生的生平，透過了解他人的生命來尋找自我。

## 影響

### 電影改編
2013年，丹麥電影導演比利·奧古斯特將本書改編成同名電影《里斯本夜車 (電影)》，由謝洛美·艾朗斯飾演主角戈列格里斯，電影於全球超過17個國家上映。

### 社會運動
在2014年3月21日台灣太陽花學運期間，本作名言「當獨裁成為事實，革命就是義務」被噴在台灣立法院二樓牆壁上，亦成為其後反對逕行通過《海峽兩岸服務貿易協議》的行動宣言之一。而另外在香港，本土派代表人物梁天琦因政治理念被香港政府褫奪參選資格時曾引用本作名言。